# Eishockey-Eredivisie (Belgien) 2013/14
Die Saison 2013/14 war die 94. Spielzeit der Eredivisie, der höchsten belgischen Eishockeyspielklasse. Meister wurden zum ersten Mal in der Vereinsgeschichte die Bulldogs de Liège. Damit gewann erstmals seit 1982 (Brussels Royal IHSC) eine Mannschaft, die nicht aus Flandern stammt und erstmals seit 1974 (Cercle des Patineurs Liègois) eine wallonische Mannschaft den belgischen Titel.

## Modus
In der Hauptrunde absolvierten die sieben Mannschaften jeweils 18 Spiele. Die vier bestplatzierten Mannschaften qualifizierten sich für die Playoffs, in denen der Meister ausgespielt wurde. Für einen Sieg nach regulärer Spielzeit erhielt jede Mannschaft drei Punkte, für einen Sieg nach Overtime gab es zwei Punkte, bei einer Niederlage nach Overtime gab es einen Punkt und bei einer Niederlage nach regulärer Spielzeit null Punkte.

## Hauptrunde

### Tabelle
|    | Klub                      | Sp | S  | OTS | OTN | N  | T   | GT  | Punkte |
| -- | ------------------------- | -- | -- | --- | --- | -- | --- | --- | ------ |
| 1. | White Caps Turnhout       | 18 | 15 | 0   | 0   | 3  | 136 | 53  | 45     |
| 2. | Bulldogs de Liège         | 18 | 13 | 0   | 0   | 5  | 113 | 61  | 39     |
| 3. | Phantoms Antwerp          | 18 | 11 | 1   | 0   | 6  | 116 | 53  | 35     |
| 4. | Chiefs Leuven             | 18 | 10 | 0   | 1   | 7  | 84  | 58  | 31     |
| 5. | Haskey Hasselt            | 18 | 6  | 1   | 0   | 11 | 78  | 96  | 20     |
| 6. | Olympia Heist op den Berg | 18 | 3  | 0   | 2   | 13 | 33  | 114 | 11     |
| 7. | HYC Herentals II          | 18 | 2  | 1   | 0   | 15 | 32  | 156 | 8      |

Sp = Spiele, S = Siege, OTS = Siege nach Overtime, OTN = Niederlagen nach Overtime, N = Niederlagen

## Playoffs
|  | Halbfinale          | Halbfinale |                     |                   | Finale | Finale |
|  |                     |            |                     |                   |        |        |
|  |                     |            |                     |                   |        |        |
|  | White Caps Turnhout | 2          |                     |                   |        |        |
|  | Chiefs Leuven       | 1          |                     |                   |        |        |
|  |                     |            | White Caps Turnhout | 0                 |        |        |
|  |                     |            |                     | Bulldogs de Liège | 3      |        |
|  | Bulldogs de Liège   | 2          |                     |                   |        |        |
|  | Phantoms Antwerp    | 1          |                     |                   |        |        |
|  |                     |            |                     |                   |        |        |